# Dasycorixa rawsoni
Dasycorixa rawsoni är en insektsart som beskrevs av Hungerford 1948. Dasycorixa rawsoni ingår i släktet Dasycorixa och familjen buksimmare. Inga underarter finns listade i Catalogue of Life.